# Rinaldo Petrignani
Rinaldo Petrignani (Roma, 18 dicembre 1927) è un diplomatico italiano.

## Biografia
Rinaldo Petrignani, laureatosi in giurisprudenza il 22 novembre 1948, ha iniziato la carriera diplomatica il 1º dicembre 1949. Assegnato alla Segreteria Particolare del Sottosegretario di Stato, ha iniziato la carriera all'estero come Secondo Segretario alla Rappresentanza diplomatica presso il Consiglio delle Nazioni Unite per la Libia, il 26 aprile 1951. Rientrato a Roma è stato assegnato alla Direzione Generale Affari Politici, per servire quindi come Console aggiunto a New York e il 1º aprile 1967 essere assegnato come Primo Consigliere a Washington.
Petrignani è stato il più longevo diplomatico ad aver ricoperto l'incarico di ambasciatore italiano a Washington, per dieci anni consecutivi dal 1981 al 1991, gestendo tra l'altro casi delicati come la Crisi di Sigonella. In questa periodo ha organizzato le visite ufficiali negli Stati Uniti di 13 Presidenti del Consiglio e due Presidenti della Repubblica.
In precedenza, dal 1976 al 1978, è stato Rappresentante permanente presso le Nazioni Unite a Ginevra. Dal 1978 al 1981 è stato segretario generale delegato della NATO a Bruxelles.
Scelto da Mariano Rumor come Consigliere diplomatico del Presidente del Consiglio dei ministri il 26 luglio 1973, nel dicembre dell'anno successivo segue Rumor agli Esteri in qualità di Capo di Gabinetto dell'Ministro. Al termine dell'attività diplomatica ha collaborato con numerose aziende delle quali è stato presidente, tra cui Alenia North America e Merzario USA. Dal 2002 al 2014 è stato presidente per l'Italia della Boeing.
È membro del consiglio direttivo dell'Institute for the Study of Diplomacy e consigliere per le relazioni internazionali della Fondazione Italia USA, ed è stato consulente di numerose aziende private tra cui ATT, Bechtel, Mills, Montedison e Alterra.

## Libri pubblicati
È autore di libri e articoli.
- Petrignani, Rinaldo. Neutralità e alleanza. Le scelte di politica estera dell'Italia dopo l'unità, Il Mulino, Bologna, 1987.[8]
- Petrignani, Rinaldo. In diretta con l'America, Rusconi, Milano, 1997
- Petrignani, Rinaldo. L'era americana. Gli Stati Uniti da Franklin D. Roosevelt a George W. Bush, Il Mulino, Bologna, 2001[9]
- Petrignani, Rinaldo. I secoli e gli uomini che fecero l'Impero. Una storia della grandezza di Roma, Marsilio, Venezia, 2012.[10]